# Армейский комиссар 2-го ранга
Армейский комиссар 2-го ранга — персональное воинское звание в РККА и РККФ для высшего политического состава ВС СССР.
Ниже армейского комиссара 1-го ранга, выше корпусного комиссара.

## История
Введено Постановлением ЦИК СССР и СНК СССР от 22.09.1935 «О введении персональных военных званий начальствующего состава РККА».
Фактически упразднено с введением генеральских званий Указом Президиума Верховного совета СССР от 07.05.1940 «Об установлении воинских званий высшего командного состава Красной Армии».
| младшее звание: Корпусной комиссар | Армейский комиссар 2-го ранга | старшее звание: Армейский комиссар 1-го ранга |

| Род войск                                       | Соответствующее звание/должность |
| В командном составе                             | В командном составе |
| ----------------------------------------------- | --- |
| Общевойсковое звание                            | Командарм 2-го ранга |
| Народный комиссариат внутренних дел СССР        | Комиссар государственной безопасности 2-го ранга, введённое постановлением ЦИК и СНК СССР от 7 октября 1935 года (военнослужащие пограничных и внутренних войск НКВД имели воинские звания, принятые в РККА) |
| Военно-Морской Флот СССР                        | Флагман флота 2-го ранга |
| В начальствующем составе                        | |
| в сухопутных и военно-воздушных силах           | Арминженер |
| в военно-морских силах                          | Инженер-флагман флота |
| в военно-хозяйственном составе всех родов войск | Арминтендант |
| в военно-юридическом составе всех родов войск   | Армвоенюрист |
| в военно-медицинском составе всех родов войск   | Армврач |
| в военно-ветеринарном составе всех родов войск  | Армветврач |

## Персоналии

### 1935 год
20.11.1935
- Амелин, Михаил Петрович (1896—1937), член Военного совета при наркоме обороны СССР — начальник политуправления Киевского военного округа. Расстрелян 8 сентября 1937 года.
- Аронштам, Лазарь Наумович (1896—1938), член Военного совета при наркоме обороны СССР — член Военного совета Приволжского военного округа. Расстрелян 25 марта 1938 года.
- Булин, Антон Степанович (1894—1938), член Военного совета при наркоме обороны СССР — начальник политуправления Белорусского военного округа. Расстрелян 29 июля 1938 года.
- Векличев, Георгий Иванович (1898—1938), член Военного совета при наркоме обороны СССР — начальник политуправления Московского военного округа. Расстрелян 8 января 1938 года.
- Гришин, Александр Сергеевич (1891—1937), член Военного совета — начальник политуправления Балтийского флота. Застрелился, опасаясь ареста, 15 июля 1937 года.
- Гугин, Григорий Иванович (1896—1937), член Военного совета при наркоме обороны СССР — начальник политуправления Черноморского флота. Расстрелян 26 ноября 1937 года.
- Иппо, Борис Михайлович (1898—1937), начальник Военно-политической академии имени Н. Г. Толмачева и член Военного совета при народном комиссаре обороны СССР. Расстрелян 26 ноября 1937 года.
- Кожевников, Сергей Николаевич (1896—1938), член Военного совета — начальник политуправления Харьковского военного округа. В декабре 1936 г. смещен с поста без нового назначения; в июле 1937 г. уволен из РККА. Расстрелян 9 января 1938 года.
- Ланда, Михаил Маркович (1890—1938), ответственный редактор газеты «Красная звезда». Расстрелян 28 июля 1938 года.
- Мезис, Август Иванович (1894—1938), член Военного совета при наркоме обороны СССР — начальник политуправления Приволжского военного округа. Расстрелян 21 апреля 1938 года.
- Окунев, Григорий Сергеевич (1900—1938), член Военного совета при наркоме обороны СССР — начальник политуправления Тихоокеанского флота. Расстрелян 28 июля 1938 года.
- Осепян, Гайк Александрович (1891—1937), заместитель начальника Главного политического управления РККА. Расстрелян 10 сентября 1937 года.
- Славин, Иосиф Еремеевич (1893—1938), начальник Управления военно-учебных заведений РККА. Расстрелян 15 марта 1938 года.
- Смирнов, Пётр Александрович (1897—1939), член Военного совета при наркоме обороны СССР — начальник политуправления Ленинградского военного округа. В декабре 1937 года повышен до армейского комиссара 1-го ранга, назначен наркомом Военно-морского флота СССР. Расстрелян 23 февраля 1939 года.
- Шифрес, Александр Львович (1898—1938), начальник Военно-хозяйственной академии РККА и член Военного совета при народном комиссаре обороны СССР. Расстрелян 25 сентября 1938 года.

### 1937 год
- 14.06.1937 — Берзин, Ян Карлович (1889—1938), начальник Главного разведывательного управления РККА и член Военного Совета при Народном комиссаре обороны СССР, расстрелян
- 30.12.1937 —
  - Мехлис, Лев Захарович (1889—1953), начальник Главного политического управления РККА, повышен в звании до армейского комиссара 1-го ранга в 1939 году
  - Щаденко, Ефим Афанасьевич (1885—1951), начальник Управления командного и начальствующего состава РККА, повышен в звании до армейского комиссара 1-го ранга в 1939 году

### 1939 год
- 28.04.1939 — Рогов, Иван Васильевич (1899—1949), начальник Главного управления политической пропаганды РККФ, переаттестован в генерал-лейтенанты береговой службы

### 1940 год
- 04.04.1940 — Запорожец, Александр Иванович (1899—1959), член Военного Совета Московского военного округа, повышен в звании до армейского комиссара 1-го ранга в 1941 году
- 20.06.1940 
  - Бирюков, Николай Иванович (1901—1974), член Военного Совета Дальневосточного фронта, переаттестован в генерал-лейтенанты танковых войск
  - Борисов, Владимир Николаевич (1901—?), заместитель начальника Главного управления политической пропаганды РККА, осуждён в июле 1941 года на 5 лет ИТЛ за мошенничество[2] с лишением звания. В 1944 году освобождён досрочно, присвоено звание полковника. В 1948 году арестован повторно и осуждён на 5 лет. Срок отбыл полностью. Реабилитирован в 1954 году.

### 1941 год
- 22.10.1941 — Степанов, Павел Степанович (1901—1977), заместитель командующего ВВС СССР по политической части, переаттестован в генерал-майоры авиации
- 17.11.1941 — Кузнецов, Фёдор Федотович (1904—1979), заместитель начальника Главного управления политической пропаганды РККА, переаттестован в генерал-лейтенанты

## Знаки различия
Знаки различия армейского комиссара 2-го ранга в армии и авиации: четыре ромба в петлицах с эмблемой рода войск (после 30 июля 1940 года), и общая для политработников всех званий красная звезда с серпом и молотом, нашитая на обоих рукавах выше обшлага (1 августа 1941 года ношение таких нашивок было отменено).